# Анталаха
Анталаха (малаг. Antalaha) — місто на півночі Мадагаскару, адміністративний центр однойменного департаменту у регіоні Сава (колишня провінція Анціранана).

## Географія
Анталаха розташована на узбережжі Індійського океану в основі півострова Масоала.

### Клімат
Місто знаходиться у зоні, котра характеризується вологим тропічним кліматом. Найтепліший місяць — лютий із середньою температурою 25.9 °C (78.6 °F). Найхолодніший місяць — серпень, із середньою температурою 21.2 °С (70.2 °F).
| Клімат Анталахи         | Клімат Анталахи | Клімат Анталахи | Клімат Анталахи | Клімат Анталахи | Клімат Анталахи | Клімат Анталахи | Клімат Анталахи | Клімат Анталахи | Клімат Анталахи | Клімат Анталахи | Клімат Анталахи | Клімат Анталахи | Клімат Анталахи |
| Показник                | Січ.            | Лют.            | Бер.            | Квіт.           | Трав.           | Черв.           | Лип.            | Серп.           | Вер.            | Жовт.           | Лист.           | Груд.           | Рік             |
| Середня температура, °C | 25,7            | 25,9            | 25,6            | 25              | 23,6            | 22,2            | 21,5            | 21,2            | 21,7            | 22,7            | 24,1            | 25,3            | 23,7            |
| Норма опадів, мм        | 351.3           | 271.3           | 282.7           | 230.8           | 171.7           | 182.7           | 168.1           | 188.1           | 100.6           | 92.8            | 123.1           | 222.1           | 2385.3          |
| Днів з опадами          | 18,6            | 18              | 19,1            | 17,3            | 19,1            | 17,8            | 20,8            | 20,5            | 17,3            | 16,4            | 17              | 19,2            | 221,1           |
| Вологість повітря, %    | 84.7            | 84.9            | 87.3            | 87.1            | 85.8            | 85.7            | 85.6            | 85.3            | 83.2            | 83.5            | 85              | 86              | 85.3            |
| ----------------------- | --------------- | --------------- | --------------- | --------------- | --------------- | --------------- | --------------- | --------------- | --------------- | --------------- | --------------- | --------------- | --------------- |
| Джерело: Weatherbase    |                 |                 |                 |                 |                 |                 |                 |                 |                 |                 |                 |                 |                 |